# Manuel Seal
"Manuel Seal, Jr." é um produtor musical e compositor norte-americano.
Antigamente tinha um contrato de produtor e compositor da gravadora de Jermaine Dupri, So So Recordings Def. Manuel Seal, Jr. co-escreveu muitas canções de sucesso, incluindo "You Make Me Wanna...", "Nice and Slow", "My Way", "My Boo" de Usher, "With Me" de Destiny's Child, e os singles número um "Always Be My Baby" e "We Belong Together" de Mariah Carey. Atual vencedor do American Society of Composers, Authors & Publishers (ASCAP), 23rd Annual Rhythm & Soul Awards Ceremony em Beverly Hills, CA. E em 25 de junho de 2010 "Song of the Decade Award" por co-escrever com Mariah Carey o single da década, "We Belong Together".